# Сент-Эвр, Жилло
Жилло Сент-Эвр (фр. Gillot Saint-Evre, 1791, Бу-сюр-Сюип, Франция — 1858, Париж, Франция) — французский художник и гравёр. Автор картин на исторические и литературные сюжеты, жанровых сцен, портретист.

## Биография и творчество
Творческая деятельность Сент-Эвра началась в 20-е годы XIX века и продолжалась до самой смерти. Впервые он привлёк к себе внимание на Парижском салоне 1822 года. Для своих двух картин, которые были выставлены на этот Салон, он выбрал сюжеты из шекспировской «Бури»: «Просперо, герцог Миланский, и его дочь во время бури в старой лодке» (современное местонахождение неизвестно) и «Миранда играет в шахматы с Фердинандом, шутливо обвиняя его в обмане». Большинство критиков, присутствовавших на Салоне, были в восторге от второй картины. Адольф Тьер назвал Сент-Эвра «молодым художником, внушающим большие надежды». Картина предвещает искусство романтизма. Вдохновлённый своим успехом, художник продолжил создавать картины и гравюры на темы литературных произведений. Так, в своей литографии «Louis XI et Isabelle de Croye, scène de Quentin Durward» (Лувр) он вдохновлялся романом Вальтера Скотта «Квентина Дорвард». В нижней части литографии — неотождествлённые эскизы, вероятно, к литературному произведению. Успешными оказались эстампы к «Генриху III». Неудача цикла работ, вдохновлённых «Дон Кихотом» Сервантеса, заставила Сент-Эвра пересмотреть принципы и основы своего творчества.
Художник отказался от литературных сюжетов в пользу исторических картин.
Эти картины запечатлевали великие события из средневековой истории Франции, хотя были решены в духе романтического лиризма, а иногда и сентиментализма. В настоящее время в коллекции Musée national des châteaux de Versailles et de Trianon представлена картина, выставленная художником на Салоне 1833 года, «Жанна д'Арк предстаёт перед Карлом VII, февраль 1429 года». Сент-Эвр создал целый цикл картин на сюжеты из жизни Жанны Д’Арк.
Пафосные исторические картины уступают в искренности портретам, созданным художником: «Портрет Жозефа-Жака Раме», «Портрет мадам Жозеф Раме»…
Постепенно интерес к творчеству Сент-Эвра исчез. Он возник вновь в 2016 году, когда на аукционе была выставлена по достаточно скромной цене его наиболее известная картина «Миранда играет в шахматы с Фердинандом, шутливо обвиняя его в обмане», прежде находившаяся в частном собрании и бывшая до того недоступной для искусствоведов. Картина была приобретена Le Musée de la Vie romantique.

## Галерея
- Миранда играет в шахматы с Фердинандом, шутливо обвиняя его в обмане, 1822
- Никола-Огюст де Лабом (1645-1716), маршал Франции, 1836
- Портрет Жозефа-Жака Раме, архитектора и ландшафтного живописца, 1832
- Портрет мадам Жозеф Раме, 1835